# Campeonato Mundial de Atletismo em Pista Coberta de 2012 - 3000 m masculino
A prova dos 3000 metros masculino do Campeonato Mundial de Atletismo em Pista Coberta de 2012 foi disputada entre 9 e 11 de março na Ataköy Athletics Arena em Istanbul, na Turquia.

## Recordes
Antes desta competição, os recordes mundiais e do campeonato nesta prova eram os seguintes:
|    | Nome               | Nacionalidade | Tempo     | Local     | Data                   |
| -- | ------------------ | ------------- | --------- | --------- | ---------------------- |
| WR | Daniel Komen       | Quênia        | 7m 24s 90 | Budapeste | 6 de fevereiro de 1998 |
| CR | Haile Gebrselassie | Etiópia       | 7m 34s 71 | Paris     | 9 de março de 1997     |

## Medalhistas
| Ouro                | Prata                         | Bronze          |
| Bernard Lagat (USA) | Augustine Kiprono Choge (KEN) | Edwin Soi (KEN) |

## Cronograma
| Data        | Hora  | Evento  |
| ----------- | ----- | ------- |
| 9 de março  | 19:05 | Bateria |
| 11 de março | 15:10 | Final   |

## Resultados

### Bateria
Qualificação: 4 atletas de cada bateria  (Q) mais os  4 melhores qualificados (q).
| Colocação | Bateria | Atleta              | Nacionalidade  | Tempo   | Notas |
| --------- | ------- | ------------------- | -------------- | ------- | ----- |
| 1         | 1       | Edwin Soi           | Quênia         | 7:49.49 | Q     |
| 2         | 1       | Craig Mottram       | Austrália      | 7:49.62 | SB, Q |
| 3         | 1       | Moses Kipsiro       | Uganda         | 7:49.71 | Q     |
| 4         | 1       | Alamirew Yenew      | Etiópia        | 7:49.92 | Q     |
| 5         | 1       | Lopez Lomong        | Estados Unidos | 7:50.36 | q     |
| 6         | 1       | Yoann Kowal         | França         | 7:50.47 | q     |
| 7         | 1       | Arne Gabius         | Alemanha       | 7:50.70 | q     |
| 8         | 1       | Elroy Gelant        | África do Sul  | 7:52.35 | PB, q |
| 9         | 1       | Bilisuma Shugi      | Bahrein        | 7:53.62 |       |
| 10        | 1       | Juan Luis Barrios   | México         | 7:54.07 | NR    |
| 11        | 2       | Augustine Choge     | Quênia         | 7:57.49 | Q     |
| 12        | 2       | Mohammed Farah      | Reino Unido    | 7:57.59 | Q     |
| 13        | 2       | Bernard Lagat       | Estados Unidos | 7:57.68 | Q     |
| 14        | 2       | Dejen Gebremeskel   | Etiópia        | 7:57.69 | Q     |
| 15        | 2       | Hayle İbrahimov     | Azerbaijão     | 7:57.79 |       |
| 16        | 2       | Yohan Durand        | França         | 7:59.10 |       |
| 17        | 2       | Víctor García       | Espanha        | 7:59.85 |       |
| 18        | 2       | Polat Kemboi Arıkan | Turquia        | 8:02.37 |       |
| 19        | 2       | Alemu Bekele        | Bahrein        | 8:02.83 |       |
| 20        | 2       | Robert Kajuga       | Ruanda         | 8:07.44 | PB    |
| 21        | 2       | Cornelius Panga     | Tanzânia       | 8:15.20 | PB    |

### Final
A final ocorreu dia 11 de março.
| Colocação         | Atleta            | Nacionalidade  | Tempo   | Notas |
| ----------------- | ----------------- | -------------- | ------- | ----- |
| Medalha de ouro   | Bernard Lagat     | Estados Unidos | 7:41.44 | SB    |
| Medalha de prata  | Augustine Choge   | Quênia         | 7:41.77 |       |
| Medalha de bronze | Edwin Soi         | Quênia         | 7:41.78 |       |
| 4                 | Mohammed Farah    | Reino Unido    | 7:41.79 |       |
| 5                 | Dejen Gebremeskel | Etiópia        | 7:42.60 |       |
| 6                 | Lopez Lomong      | Estados Unidos | 7:44.16 | PB    |
| 7                 | Moses Kipsiro     | Uganda         | 7:44.59 |       |
| 8                 | Arne Gabius       | Alemanha       | 7:45.01 |       |
| 9                 | Alamirew Yenew    | Etiópia        | 7:45.15 |       |
| 10                | Yoann Kowal       | França         | 7:47.81 |       |
| 11                | Craig Mottram     | Austrália      | 7:48.23 | SB    |
| 12                | Elroy Gelant      | África do Sul  | 7:48.64 | NR    |

Legenda
| Recorde mundial       | Recorde mundial (World record)               |                       | Recorde africano                      | Recorde africano (African) |                                           | Q | Classificado por posição (Qualified) |
| Recorde do campeonato | Recorde do campeonato (Championship record)  | Recorde da América    | Recorde da América (Americas)         | q                          | Classificado por melhor tempo (Qualified) |   |                                      |
| Melhor marca do ano   | Melhor marca do ano (World leading)          | Recorde asiático      | Recorde asiático (Asian)              | DNS                        | Não largou (Did not start)                |   |                                      |
| Recorde nacional      | Recorde nacional (National record)           | Recorde europeu       | Recorde europeu (European)            | DNF                        | Não terminou (Did not finish)             |   |                                      |
| Recorde pessoal       | Recorde pessoal do atleta (Personal best)    | Recorde da Oceania    | Recorde da Oceania (Oceania)          | DSQ / DQ                   | Desclassificado (Disqualified)            |   |                                      |
| Recorde da temporada  | Recorde da temporada do atleta (Season best) | Recorde sul-americano | Recorde sul-americano (South America) | NM                         | Sem marca (No mark)                       |   |                                      |